# 아일랜드 국립미술관

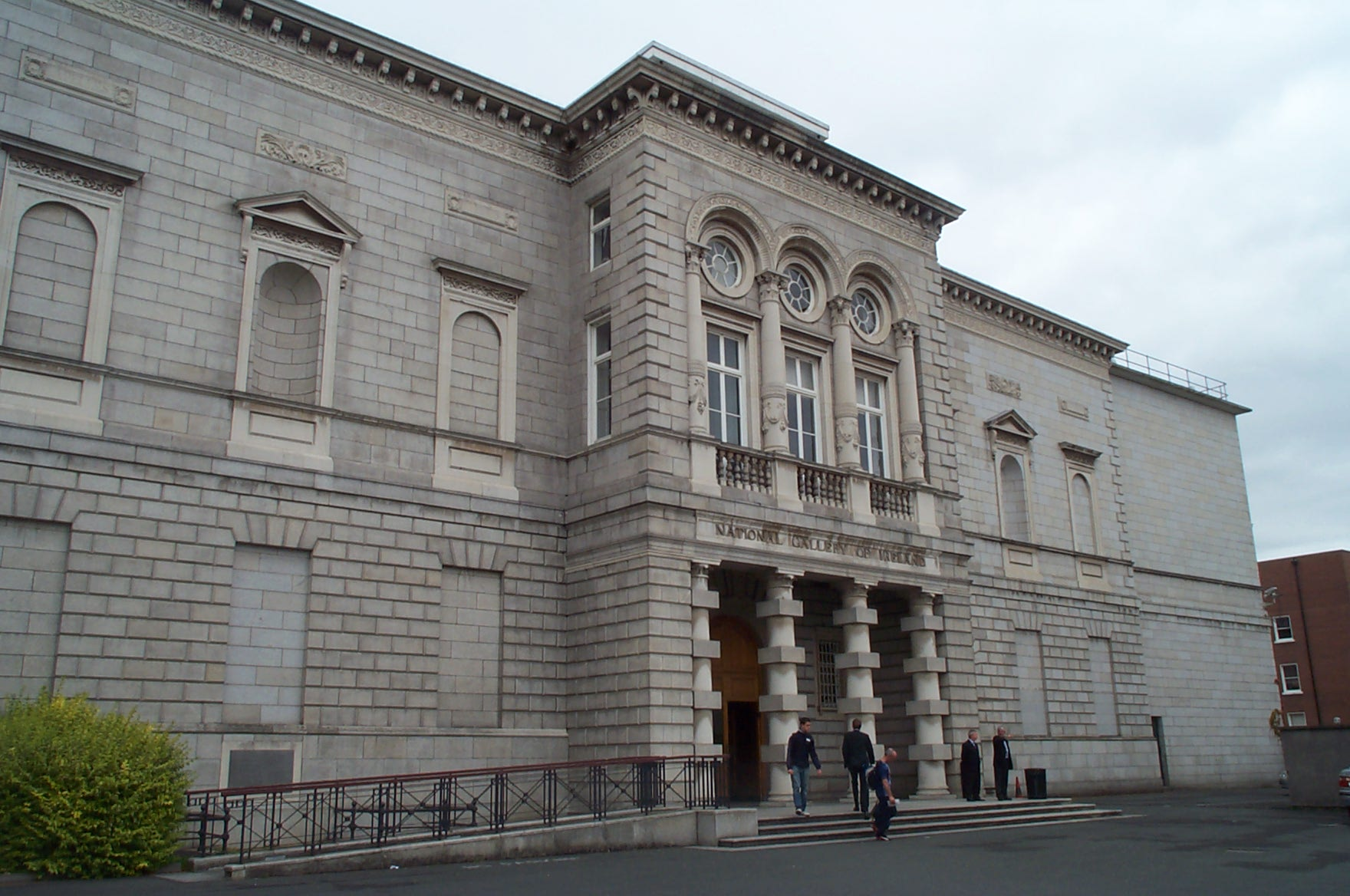
아일랜드 국립미술관

아일랜드 국립미술관(영어: National Gallery of Ireland, 아일랜드어: Gailearaí Náisiúnta na hÉireann)은 아일랜드 더블린 메리언 광장에 있는 미술관이다.